# Elecciones al Parlamento Europeo de 1994 (Grecia)
En las elecciones al Parlamento Europeo de 1994 en Grecia, celebradas en junio, se escogió a los representantes de dicho país para la cuarta legislatura del Parlamento Europeo. El número de escaños asignado a Grecia pasó de 24 a 25.

## Resultados
| Datos de participación | Datos de participación | Datos de participación |
| ---------------------- | ---------------------- | ---------------------- |
| Censo electoral        | 9.550.596              | 100%                   |
| Votantes               | 6.803.884              | 71,2                   |
| Abstención             | 2.746.712              | 28,8                   |
| Válidos                | 6.659.758              |                        |
| A candidatura          | 6.532.691              | 98,1                   |
| Blancos                | 127.167                | 1,9                    |

| ← Elecciones al Parlamento Europeo de 1994 →   |           |       |         |
| Partido                                        | Votos     | %     | Escaños |
| Movimiento Socialista Panhelénico (PASOK)      | 2.458.657 | 37,64 | 10      |
| Nueva Democracia (ND)                          | 2.133.405 | 32,66 | 9       |
| Primavera Política (POLAN)                     | 564.787   | 8,65  | 2       |
| Partido Comunista de Grecia (KKE)              | 410.747   | 6,29  | 2       |
| Coalición de la Izquierda y del Progreso (SYN) | 408.072   | 6,25  | 2       |
| Renovación Democrática (DIANA)                 | 182.525   | 2,79  | 0       |
| Otros                                          | 374.498   | 5,7   | 0       |